# Sé e São Pedro
Sé e São Pedro is een plaats (freguesia) in de Portugese gemeente Évora en telt 2027 inwoners (2001).